# Illa de Payer
L'illa de Payer (en rus: Остров Пайера) és una illa de la Terra de Francesc Josep, Rússia, dins el subgrup de la Terra de Zichy.
Fa 20 quilòmetres de llargada per 12,5 d'amplada, per una superfície total de 151 km². El seu punt més alt s'eleva fins als 452 msnm. El centre de l'illa està cobert per una glacera anomenada Kupol Frolovai (Купол Фролова). Es troba al sud-est de l'illa de Jackson i al nord de les illes Ziegler i Greely.
No fou descoberta fins al 1904 per Anthony Fiala i va rebre el nom en honor de Julius von Payer, un dels líders de l'expedició austrohongaresa al Pol Nord.